# Camí aleatori

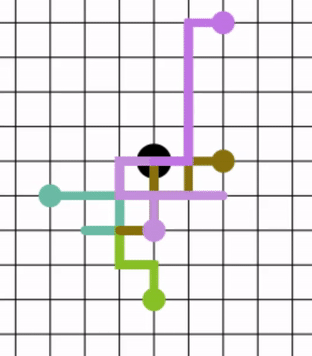
Cinc camins aleatoris de vuit passos des d'un punt central. Alguns camins semblen més curts de vuit passos on el recorregut s'ha duplicat. (versió animada)

En matemàtiques, un camí aleatori és un procés aleatori que descriu una marxa que consisteix en una successió de passes aleatòries en algun espai matemàtic.
Un exemple elemental de camí aleatori és la recta numèrica entera {\displaystyle \mathbb {Z} } que comença a 0, i a cada pas es mou +1 o -1 amb la mateixa probabilitat. Altres exemples inclouen el camí traçat per una molècula mentre viatja en un líquid o un gas (vegeu el moviment brownià), el camí de cerca d'un animal que busca menjar, o el preu d'una existència fluctuant i la situació financera d'un jugador. Els camins aleatoris tenen aplicacions a l'enginyeria i molts camps científics com l'ecologia, la psicologia, la informàtica, la física, la química, la biologia, l'economia i la sociologia. El terme camí aleatori va ser introduït per primera vegada per Karl Pearson el 1905.
Com s'ha esmentat, la gamma de fenòmens naturals que han estat objecte d'intents de descripció mitjançant algun tipus de camins aleatoris és considerable, especialment en física i química, ciència dels materials, i biologia. A continuació es mostren algunes aplicacions específiques de caminades aleatòries:

Marxa aleatòria en dues dimensions (versió animada)

- En economia financera, la hipòtesi de la marxa aleatòria s'utilitza per modelar els preus de les accions i altres factors.[10] Els estudis empírics van trobar algunes desviacions d'aquest model teòric, especialment en les correlacions a curt i llarg termini. Veure preus de les accions.
- En genètica de poblacions, la marxa aleatòria descriu les propietats estadístiques de la deriva genètica.
- En física, les marxes aleatòries s'utilitzen com a models simplificats de moviment i difusió físic brownià, com ara el moviment aleatori de molècules en líquids i gasos. Vegeu, per exemple, agregació limitada per difusió. També en física, les marxes aleatòries i algunes de les marxes que interactuen amb si mateix tenen un paper en la teoria quàntica de camps.
- En ecologia matemàtica, les marxes aleatòries s'utilitzen per descriure els moviments individuals dels animals, per donar suport empíricament als processos de biodifusió i, ocasionalment, per modelar la dinàmica de la població.
- En la física de polímers, la marxa aleatòria descriu una cadena ideal. És el model més senzill per estudiar polímers.[11]
- En altres camps de les matemàtiques, la marxa aleatòria s'utilitza per calcular solucions a l'equació de Laplace, per estimar la mesura harmònica i per a diverses construccions en anàlisi i combinatòria.
- En informàtica, s'utilitzen marxes aleatòries per estimar la mida de la Web.[12]
- En la segmentació d'imatges, s'utilitzen caminades aleatòries per determinar les etiquetes (és a dir, "objecte" o "fons") a associar a cada píxel.[13] Aquest algorisme s'anomena normalment algorisme de segmentació aleatòria.